# Anthony Lino Makana

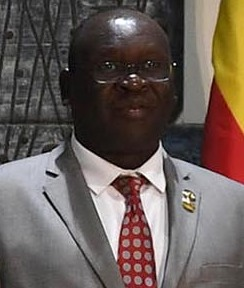
Anthony Lino Makana, Dezember 2017

Anthony Lino Makana ist ein Politiker im Südsudan. Er war Sprecher der Transitional National Legislative Assembly von 2016 bis zu seinem Rücktritt 2019. Er war davor bereits Minister of Transport and Roads im Cabinet of South Sudan gewesen. Diesen Posten hatte er am 10. Juli 2011 angetreten.
Makana trat am 8. Dezember 2019 zurück, nachdem er beschuldigt wurde Gelder veruntreut zu haben. Unter anderem soll er einen Kredit in Höhe von $400 Millionen der AFREXIM Bank bestätigt haben, ohne in der Nationalversammlung davon zu berichten.